# Николай Страсбургский
Николай Страсбургский (нем. Nikolaus von Straßburg; ум. 1331) — средневековый богослов, доминиканский монах, преподаватель, духовный писатель, мистик.
В документах впервые упоминается в 1318 году. В 1315—1320 годах (предположительно) изучал философию в доминиканском монастыре. До 1323 года учился в Париже (иногда указывается, что имел степень бакалавра), с лета 1323 по 1325 год преподавал богословие — или в «Studium generale» в Кёльне, или в местном доминиканском монастыре. Одновременно в эти же годы проповедовал в мужских и женских монастырях во Фрайбурге и его окрестностях; в 1324 году некоторое время был главой доминиканцев в Лёвене. 1 августа 1325 года был назначен главным викарием и визитарием германской провинции ордена («Тевтонии»). В 1325—1326 годах руководил процессом по делу богослова Майстера Экхарта, причём в ходе процесса, поддерживая Экхарта, в итоге сам был обвинён в ереси, хотя в 1327 году сумел избавиться от обвинений и был назначен дефинитором (с лат. — «дающий предписания») доминиканцев. Однако 11 апреля 1331 года архиепископ Кёльна вынес ему смертный приговор по обвинению в ереси, который, как предполагается, был приведён в исполнение.
Из его сочинений наиболее известны «De adventu Christi» и «De antichristo».